# Annemarie Busschers
Annemarie Busschers, née en 1970 à Bois-le-Duc (Pays-Bas), est une artiste néerlandaise principalement connue pour ses portraits et autoportraits hyperréalistes.

## Expositions
- 2005, 2006 et 2008 : participation au Prix du portrait BP (en) à la National Portrait Gallery, Londres

## Prix
- 2007 : Prix J.K. Egbert à Groningue
- 2015 : Prix Van Lanschot Kempen (nl)[1]

## Œuvres dans des collections publiques
- Musée du réalisme moderne (MORE) de Gorssel
- Museum de Fundatie de Zwolle
- Musée nord-brabançon (en) de Bois-le-Duc